# Villardeciervos
Villardeciervos – gmina w Hiszpanii, w prowincji Zamora, w Kastylii i León, o powierzchni 85,55 km². W 2011 roku gmina liczyła 456 mieszkańców.